# ريتو زاني
ريتو زاني هو لاعب كرة قدم سويسري في مركز الدفاع، ولد في 9 فبراير 1980 في Buochs ‏ في سويسرا. شارك مع منتخب سويسرا تحت 21 سنة لكرة القدم. أما مع النوادي، فقد لعب مع نادي بازل ونادي ثون ونادي سانت غالن ونادي غراسهوبر زيوريخ ونادي فادوتس.

## وصلات خارجية
- ريتو زاني على موقع قاعدة بيانات كرة القدم.إي يو (الإنجليزية)
- ريتو زاني على موقع Soccerbase.com (لاعب) (الإنجليزية)
- ريتو زاني على موقع عالم كرة القدم.نت (الإنجليزية)